# École d'enseignement à distance de la vallée du Fraser
 (février 2023).
L'École d'enseignement à distance de la vallée du Fraser ou Fraser Valley Distance Education School (FVDES) est l'une des plus grandes écoles d'enseignement à distance de la Colombie-Britannique, au Canada. Elle offre un apprentissage à distance en ligne et sur papier allant de la maternelle à la 12e année. Les élèves de la FVDES comprennent à la fois des apprenants d'âge scolaire et des apprenants adultes. La plupart vivent dans le Lower Mainland de la Colombie-Britannique, mais un nombre croissant vit dans d'autres régions de la province ou à l'étranger. FVDES est une école financée par l'État qui suit le programme scolaire de la Colombie-Britannique et offre une certification « Dogwood » complète après l'obtention du diplôme.

## Histoire
Fondée en 1990, la Fraser Valley Distance Education School fait partie d'un groupe provincial de neuf écoles d'enseignement à distance situées à travers la Colombie-Britannique. Ces écoles ont leurs racines dans l'enseignement à distance par correspondance traditionnel, mais subissent rapidement des changements pour offrir des cours en ligne.
FVDES compte actuellement plus de 500 apprenants en ligne à temps plein. L'école compte également environ 3 000 étudiants par correspondance qui utilisent principalement du matériel de correspondance sur papier, bien que beaucoup commencent à s'inscrire aux nouvelles offres de cours en ligne. De plus, il y a environ 300 étudiants en ligne à temps partiel.